# Biathlon-Weltmeisterschaften 1966
Die 7. Biathlon-Weltmeisterschaften fanden 1966 im deutschen Garmisch-Partenkirchen statt. Der Staffellauf über 4 × 7,5 km wurde ins offizielle Weltmeisterschaftsprogramm aufgenommen. Die Mannschaft der DDR reiste vor Beginn der Wettkämpfe wieder ab, nachdem ihr polizeilich untersagt worden war, das DDR-Staatsemblem auf der Wettkampfkleidung zu tragen.

## Männer

### Einzel 20 km
| Platz | Sportler                | Zeit [h]  | Schießfehler  |
| ----- | ----------------------- | --------- | ------------- |
| 01    | Jon Istad               | 1:38:21,8 | 04 (1+2+1+0)  |
| 02    | Józef Gąsienica Sobczak | 1:39:19,9 | 04 (0+2+1+1)  |
| 03    | Wladimir Gundarzew      | 1:39:53,6 | 01 (0+1+0+0)  |
| 04    | Holmfrid Olsson         | 1:43:16,6 | 07 (0+3+2+2)  |
| 05    | Gheorghe Cimpoia        | 1:43:50,1 | 08 (2+5+0+1)  |
| 06    | Nicolae Bărbășescu      | 1:44:26,5 | 08 (2+4+1+1)  |
| 07    | Stanisław Szczepaniak   | 1:45:00,7 | 02 (1+1+0+0)  |
| 08    | Ragnar Tveiten          | 1:45:14,3 | 12 (1+1+2+8)  |
| 09    | Sture Ohlin             | 1:45:30,9 | 09 (2+2+5+0)  |
| 10    | Stanisław Łukaszczyk    | 1:45:34,6 | 10 (0+0+0+10) |

Datum: 4. Februar

### Staffel 4 × 7,5 km
| Platz | Land/Sportler                                                                                            | Zeit [h]  | Strafrunden/ weitere Schießfehler                                                           |
| ----- | --- | --------- | ------------------------------------------------------------------------------------------- |
| 01    | Norwegen 0000Ivar Nordkild 0000Olav Jordet 0000Jon Istad 0000Ragnar Tveiten                              | 2:19:53,9 | 00000+6 (0+6 0+0) 00000+0 (0+0 0+0) 00000+1 (0+1 0+0) 00000+3 (0+3 0+0) 00000+2 (0+2 0+0)   |
| 02    | Polen 0000Józef Rubiś 0000Stanisław Łukaszczyk 0000Stanisław Szczepaniak 0000Józef Gąsienica Sobczak     | 2:24:03,8 | 00000+4 (0+4 0+0) 00000+2 (0+2 0+0) 00000+0 (0+0 0+0) 00000+0 (0+0 0+0) 00000+2 (0+2 0+0)   |
| 03    | Schweden 0000Sture Ohlin 0000Olle Petrusson 0000Tore Eriksson 0000Holmfrid Olsson                        | 2:25:38,8 | 00000+11 (0+11 0+0) 00000+2 (0+2 0+0) 00000+4 (0+4 0+0) 00000+5 (0+5 0+0) 00000+0 (0+0 0+0) |
| 04    | Sowjetunion 0000Nikolai Meschtscherjakow 0000Nikolai Pusanow 0000Wladimir Gundarzew 0000Wladimir Melanin | 2:27:37,9 | 00000+5                                                                                     |
| 05    | Finnland 0000Antti Tyrväinen 0000Erkki Ala-Honkola 0000Martti Jantunen 0000Juhani Suutarinen             | 2:29:55,2 | 00000+10                                                                                    |
| 06    | Rumänien 0000Constantin Carabela 0000Nicolae Bărbășescu 0000Gheorghe Cimpoia 0000Vilmoș Gheorghe         | 2:32:55,8 | 00000+13                                                                                    |
| 07    | Frankreich 0000Louis Romand 0000Daniel Claudon 0000Gilbert Mercier 0000Paul Romand                       | 2:33:06,9 | 00000+14                                                                                    |
| 08    | Österreich 0000Walter Müller 0000Horst Schneider 0000Adolf Scherwitzl 0000Paul Ernst                     | 2:38:05,5 | 00000+5                                                                                     |
| 09    | Schweiz 0000Peter Gerig 0000Marcel Vogel 0000Ruedi Etter 0000Erich Schönbächler                          | 2:43:31,0 | 0000k. A.                                                                                   |
| 10    | BR Deutschland 0000Xaver Kraus 0000Peter Uhlig 0000Theo Merkel 0000Jürgen Seifert                        | 2:44:31,4 | 0000k. A.                                                                                   |

Datum: 6. Februar

## Medaillenspiegel
| Platz | Nation      | Gold | Silber | Bronze | Gesamt |
| ----- | ----------- | ---- | ------ | ------ | ------ |
| 1     | Norwegen    | 2    | 0      | 0      | 2      |
| 2     | Polen       | 0    | 2      | 0      | 2      |
| 3     | Sowjetunion | 0    | 0      | 1      | 1      |
| 3     | Schweden    | 0    | 0      | 1      | 1      |

| Platz | Sportler                | Gold | Silber | Bronze | Gesamt |
| ----- | ----------------------- | ---- | ------ | ------ | ------ |
| 1     | Jon Istad               | 2    | 0      | 0      | 2      |
| 2     | Ragnar Tveiten          | 1    | 0      | 0      | 1      |
| 2     | Ivar Nordkild           | 1    | 0      | 0      | 1      |
| 2     | Olav Jordet             | 1    | 0      | 0      | 1      |
| 5     | Józef Gąsienica Sobczak | 0    | 2      | 0      | 2      |
| 6     | Stanisław Szczepaniak   | 0    | 1      | 0      | 1      |
| 6     | Stanisław Łukaszczyk    | 0    | 1      | 0      | 1      |
| 6     | Józef Rubiś             | 0    | 1      | 0      | 1      |
| 9     | Wladimir Gundarzew      | 0    | 0      | 1      | 1      |
| 9     | Olle Petrusson          | 0    | 0      | 1      | 1      |
| 9     | Tore Eriksson           | 0    | 0      | 1      | 1      |
| 9     | Holmfrid Olsson         | 0    | 0      | 1      | 1      |
| 9     | Sture Ohlin             | 0    | 0      | 1      | 1      |